# جانکارلو جانینی
جانکارلو جانینی (ایتالیایی: Giancarlo Giannini؛ ‏تلفظ در ایتالیایی: [dʒaŋˈkarlo dʒanˈni:ni]؛ ‏ زاده ۱ اوت ۱۹۴۲) صداپیشه و بازیگر اهل ایتالیا است. او برای بازی در فیلم عشق و آشوب (۱۹۷۳) برنده جایزه بهترین بازیگر مرد جشنواره کن شد و برای فیلم هفت زیبا (۱۹۷۵) نامزد دریافت جایزه اسکار بهترین بازیگر مرد گردید. او همچنین چهار بار برنده جایزه دیوید دی دوناتلو بهترین بازیگر مرد شده است.
جیانینی به انتخاب بسیاری از منتقدین و کارشناسان سینمای ایتالیا ( نقل قول از بابک کریمی در گفتگوی تصویری با «فیلم امروز» منتشره ۱۵ فروردین ۱۴۰۴) بهترین بازیگر تاریخ سینمای ایتالیا ( در کنار مارچلو ماسترویانی) قلمداد میشود.
وی کار خود را روی صحنه تئاتر آغاز کرد و در رؤیای شب نیمه تابستان و رومئو و ژولیتِ فرانکو زفیرلی بازی کرد. پس از اینکه در اوایل دهه ۱۹۶۰ عمدتاً در آثار تلویزیونی ظاهر شد، اولین نقش اصلی خود را در فیلم ریتا پشه (۱۹۶۵) ایفا کرد که نخستین همکاری بیشمار او با لینا ورتمولر بود. او از طریق فیلم‌های ورتمولر، اغوای میمی (۱۹۷۲)، عشق و آشوب (۱۹۷۳) و شیفته (۱۹۷۴) به شهرت بین‌المللی رسید و برای نقش‌آفرینی فیلم هفت زیبا (۱۹۷۵) نامزد جایزه اسکار شد.
از دیگر فیلم‌های او می‌توان به بی‌گناه (۱۹۷۶)، لیلی مارلین (۱۹۸۰)، داستان‌های نیویورکی (۱۹۹۰)، راه رفتن روی ابرها (۱۹۹۵)، هانیبال (۲۰۰۱)، مردی در آتش (۲۰۰۴)، و فیلم‌های جیمز باند کازینو رویال (۲۰۰۶) و ذره‌ای آرامش (۲۰۰۸) اشاره کرد. او همچنین صداپیشه و دوبلور است و از دهه ۱۹۶۰ در دوبلهٔ نسخه‌های ایتالیایی‌زبان ده‌ها فیلم خارجی مشارکت داشته است. او از سال ۱۹۷۵ دوبلور رسمی ایتالیایی آل پاچینو بوده است و همچنین به‌جای جک نیکلسون، مایکل داگلاس و هلموت برگر در فیلم‌ها حرف زده است.
وی بابت مشارکت‌های هنری-فرهنگی‌اش در سال ۲۰۰۳ نشان درجهٔ دوم شایستگی جمهوری ایتالیا و در سال ۲۰۰۷ نشان درجهٔ اول شایستگی جمهوری ایتالیا را دریافت کرد.

## اوایل زندگی

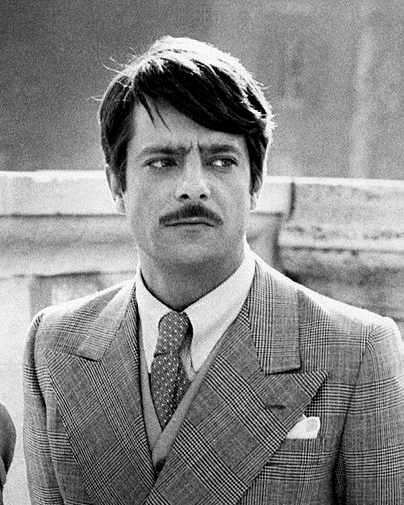
جانکارلو جانینی در مرد هوسران، حوالی ۱۹۷۳

جانینی در لا اسپتزیا به‌دنیا آمد و بیشتر دوران کودکی خود را در شهرک پیتلی گذراند. در سال ۱۹۵۲، جیانینی و خانواده اش به ناپل نقل مکان کردند و در آنجا دیپلم مهندسی الکترونیک را در «مؤسسه فنی دولتی آلساندرو وُلتا» دریافت کرد. در سالهای نوجوانی به رم نقل مکان کرد و در آکادمی ملی هنرهای نمایشی سیلویو دامیکو تحصیل کرد.

## حرفهٔ هنری

### تئاتر
جانینی نخستین بازی خود را در سن ۱۸ سالگی در کنار لی‌لا برینیونه در نمایش «به یاد یک بانوی دوست» به کارگردانی جوزپه پاترونی گریفی انجام داد. موفقیت چشمگیر او زمانی به دست آمد که فرانکو زفیرلی او را برای بازی در نمایش رومئو و ژولیت  انتخاب کرد که در اولد ویک به روی صحنه رفت.

### سینما و تلویزیون
جانینی نخستین نقش سینمایی خود را در فیلم «جنایتکاران کلان‌شهر» در سال ۱۹۶۵ ایفا نمود. او در نقش‌های مکمل مرد در آنتسیو و راز سانتا ویتوریا ظاهر شد و در نقش اصلی را در شیفته ایفا کرد. در سال ۱۹۶۷ مهمان ویژه یکی از برنامه‌های تلویزیونی مینا «شنبه عصر» بود. موفقیت‌های اصلی وی از سال ۱۹۷۰ شروع شد.او در سال ۱۹۷۱، در فیلم ستارگان پائین را می‌نگردند، اقتباسی تلویزیونی از رمان ستارگان پائین را می‌نگردند به قلم ای. جی. کرونین ظاهر شد.
جانینی برای بازی در فیلم عشق و آشوب (۱۹۷۳) برنده جایزه بهترین بازیگر مرد جشنواره کن شد. او با فیلم سکس تا چه حد سرگرم‌کننده است؟ (۱۹۷۳) و مرد هوسران (۱۹۷۴) موفقیت‌های قابل توجهی در گیشه داشت. در سال ۱۹۷۶، او در فیلم هفت زیبا بازی کرد که بابت آن نامزد دریافت جایزه اسکار بهترین بازیگر مرد شد. جانینی به خاطر بازی در فیلم‌هایی به کارگردانی لینا ورتمولر شناخته می‌شود. علاوه بر هفت زیبا و شیفته، او همچنین در اغوای میمی، عشق و آشوب، شبی پُر باران و فرانچسکا و نونزیاتا ظاهر شد.
جانینی به موفقیت‌های بین‌المللی نیز دست یافته است. تسلط او به زبان انگلیسی تعدادی از نقش‌های برجسته را در تولیدات هالیوودی برایش او به ارمغان آورده است، به ویژه در نقش بازرس پازی در فیلم هانیبال. او همچنین در فیلم مردی در آتش نقش‌آفرینی نمود. جانینی نقش آلبرتو آراگون را در راه رفتن روی ابرها در سال ۱۹۹۵ و امپراتور شادام چهارم را در مینی سریال تلماسه فرانک هربرت در سال ۲۰۰۰ بازی کرد. وی در سال ۲۰۰۲ در فیلم ترسناک تاریکی ایفای نقش نمود. جانینی بعداً نقش مأمور مخفی فرانسوی رنه ماتیس را در فیلم‌های جیمز کازینو رویال (۲۰۰۶) و ذره‌ای آرامش (۲۰۰۸) بازی کرد.
در سال ۲۰۰۹، جیانینی ستاره‌ای در پیاده‌روی مشاهیر ایتالیا در شهر تورنتو کانادا دریافت کرد. در ۶ مارس ۲۰۲۳، او یک ستاره دیگر در پیاده‌روی مشاهیر هالیوود به او اهدا شد.

### دوبله و صداپیشگی

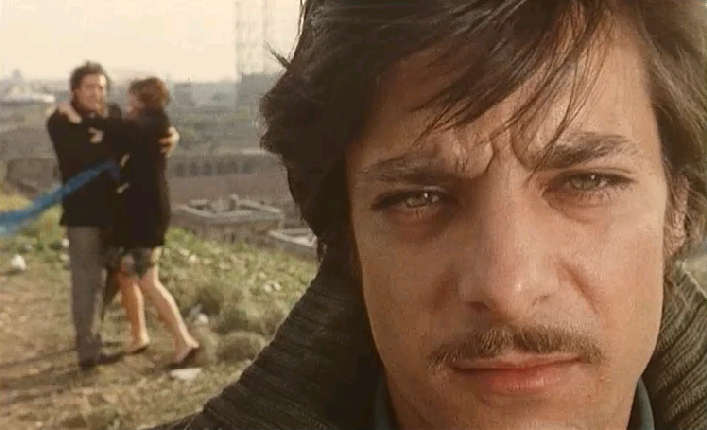
جانینی در حسادت به سبک ایتالیایی (۱۹۷۰)

جانینی به عنوان صداپیشه و دوبلور نیز حرفه‌ای موفق داشته است. او همراه با رناتو توری، کورادو گیپا، والریا والری، اورسته لیونلو، واندا تتونی و برخی دوبلورهای دیگر در تأسیس شرکت دوبلهٔ ایتالیایی C.V.D مشارکت داشت.
جانینی دوبلور رسمی ایتالیایی آل پاچینو است. هم او و هم فروچو آمندولا دوبلورهای اصلی پاچینو تا زمان مرگ آمندولا در سال ۲۰۰۱ بودند، و از آن هنگام تنها جانینی دوبلور اصلی پاچینو است. او همچنین صدای جک نیکلسون را در نقش جک تورنس در اکران ایتالیایی فیلم درخشش و جوکر در بتمن و مایکل داگلاس در نقش گوردون گکو در وال استریت و دنباله آن وال استریت: پول هرگز نمی‌خوابد دوبله کرد و همچنین دوبلور بازیگران دیگری مانند داستین هافمن، ژرار دوپاردیو، رایان اونیل، جرمی آیرونز، مل گیبسون، تیم آلن، لئونارد وایتینگ و ایان مک‌کلن در برخی از فیلم‌هایشان بوده است.
جانینی در نقش‌های انیمیشن صداپیشگی کارل فردریکسن (با صداپیشگی اد اسنر) را در دوبله ایتالیایی فیلم پیکسار بالا انجام داد. او همچنین صدای ایتالیایی رائول منندز را در بازی‌های ویدئویی ندای وظیفه بود. او در سال ۲۰۰۱ در انیمیشن ایتالیایی مومو صداپیشگیِ نقشِ اصلیِ منفی را بر عهده داشت.

## فعالیت‌های دیگر

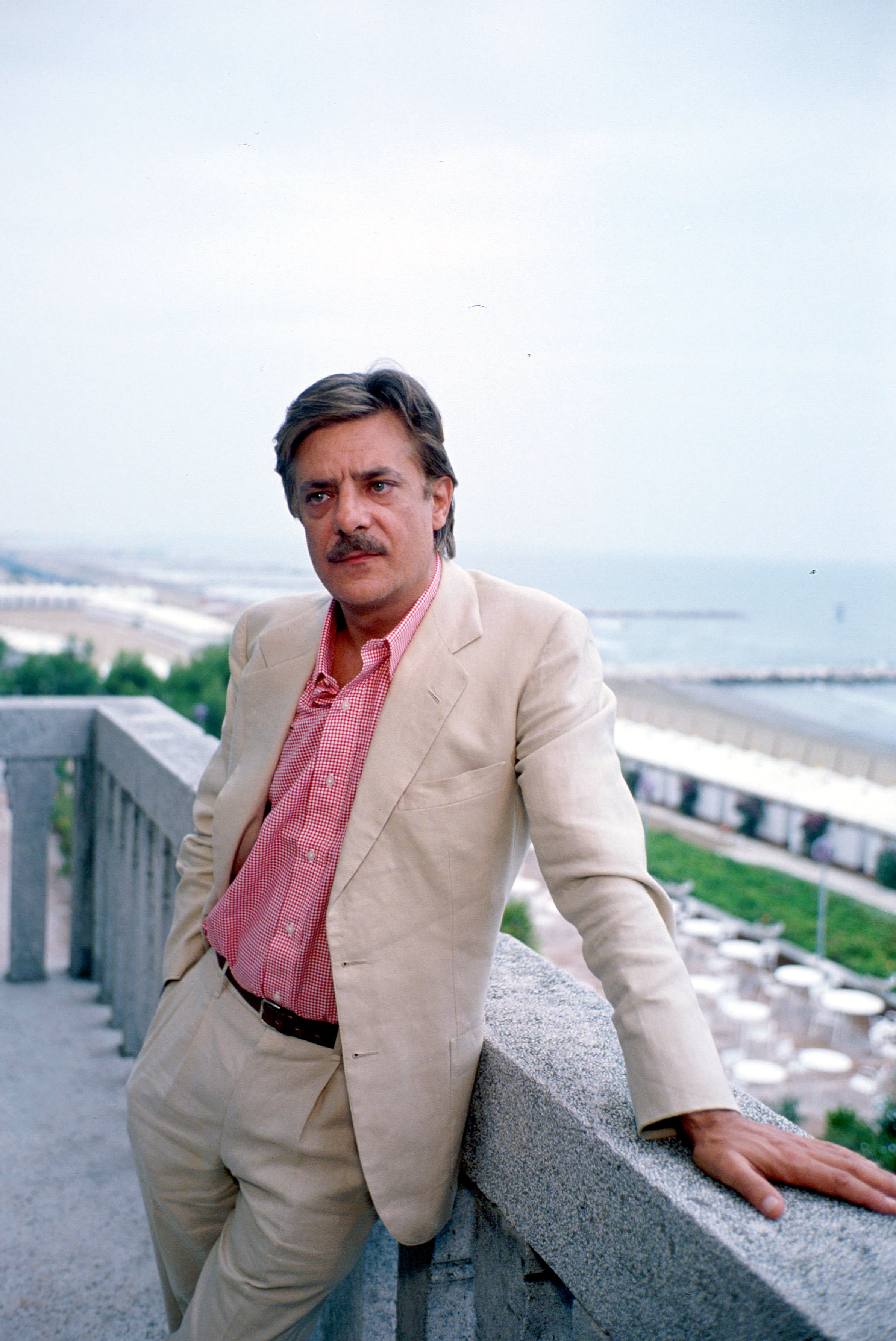
جیانینی در چهل و نهمین جشنواره فیلم ونیز (۱۹۹۲)

جدای از بازیگری، جانینی به‌عنوان سرگرمی به ساخت و اختراع می‌پردازد. برخی از وسایلی که او طراحی کرد در سال ۱۹۹۲ در فیلم اسباب بازی‌ها با بازی رابین ویلیامز استفاده شد. جانینی همچنین با گابریلا گِـرِیزون در کتاب خاطراتش «من هنوز بچه هستم» که توسط شرکت «لونگانزی» در سال ۲۰۱۴ منتشر شد، همکاری کرد. یک سال بعد، او جایزه چزاره پاوزه را دریافت کرد.
در سال ۲۰۱۲ او با خواننده ایتالیایی اروس راماتسوتی در «من، توئم» از آلبوم موسیقی «جدید» همکاری کرد.

## زندگی خصوصی
جیانینی از سال ۱۹۶۷ با لیویا جامپالمو بازیگر زن ایتالیایی ازدواج کرد و این زندگی مشترک تا سال ۱۹۷۵ ادامه داشت که حاصلش دو فرزند بود. پسر ارشد آنها لورنسو نام داتش که در سال ۱۹۸۷ بر اثر آنوریسم اندکی قبل از تولد ۲۰ سالگی خود درگذشت.[۲۴] پسر دوم آنها بازیگر ایتالیایی آدریانو جانینی است که در سال ۲۰۰۲ در بازسازی فیلم شیفته نقش پدرش را بازی کرد.
او در سال ۱۹۸۳، او با ائوریا دل بونو ازدواج کرد که با هم دو پسر به نام‌های امانوئل و فرانچسکو دارند که هر دو نوازنده هستند.

## گزیدهٔ نقش‌آفرینی‌ها

### سینما
- کابرینی (۲۰۲۴)
- باشگاه کتاب: فصل بعدی (۲۰۲۳)
- دریافت‌کننده جاسوس بود (۲۰۱۸)
- قمارباز فناناپذیر (۲۰۱۳)
- ذره‌ای آرامش (۲۰۰۸)
- پست‌فطرت‌ها (۲۰۰۸)
- کازینو رویال (۲۰۰۶)
- تایرنت لو بلانک (۲۰۰۶)
- مردی در آتش (۲۰۰۴)
- میدان پنج ماه (۲۰۰۳)
- افسون‌شده (۲۰۰۳)
- شورای مصر (۲۰۰۲)
- تاریکی (۲۰۰۲)
- جاشوا (۲۰۰۲)
- مومو (۲۰۰۱)
- از سیر تا پیاز (۲۰۰۱)
- سی‌کیو (۲۰۰۱)
- هانیبال (۲۰۰۱)
- خائن (۲۰۰۱)
- شبی با عشق سابرینا (۲۰۰۰)
- شام (۱۹۹۸)
- تقلید (۱۹۹۷)
- خویشاوندی‌های اختیاری (۱۹۹۶)
- ناپدید شدن گارسیا لورکا (۱۹۹۶)
- مرز (۱۹۹۶)
- راه رفتن روی ابرها (۱۹۹۵)
- جووانی فالکونه (۱۹۹۳)
- روزی جرم (۱۹۹۲)
- بیماری تلخ (۱۹۹۰)
- زمانی برای کشتن (۱۹۸۹)
- سرخ خونی (۱۹۸۹)
- داستان‌های نیویورکی (۱۹۸۹)
- ای پادشاه (۱۹۸۹)
- اسنک بار بوداپست (۱۹۸۸)
- تب هیجانی شدید (۱۹۸۵)
- زندگی زیباست (۱۹۷۹)
- عاشقان و دروغگوها (۱۹۷۹)
- دشمنی خونین (۱۹۷۸)
- شبی پُر باران (۱۹۷۸)
- بی‌گناه (۱۹۷۶)
- هفت زیبا (۱۹۷۵)
- شیفته (۱۹۷۴)
- سکس تا چه حد سرگرم‌کننده است؟ (۱۹۷۳)
- مرد هوسران (۱۹۷۳)
- عشق و آشوب (۱۹۷۳)
- اغوای میمی (۱۹۷۲)
- اولین شب آرامش (۱۹۷۲)
- بطن سیاه رتیل (۱۹۷۱)
- حسادت به سبک ایتالیایی (۱۹۷۰)
- راز سانتا ویتوریا (۱۹۶۹)
- آنتسیو (۱۹۶۸)
- ریتا پشه (۱۹۶۶)
- لیبیدو (۱۹۶۵)

### تلویزیون
- تبصره۲۲ (۲۰۱۹)
- حریم شکسته (۲۰۰۶)
- تلماسه فرانک هربرت (۲۰۰۰)
- یعقوب (۱۹۹۴)
- زندگی با کودکان (۱۹۹۰)